# Pycnoclavella martae
Pycnoclavella martae is een zakpijpensoort uit de familie van de Pycnoclavellidae. De wetenschappelijke naam van de soort is voor het eerst geldig gepubliceerd in 2008 door Perez-Portela & Turon.